# Limes Alutanus

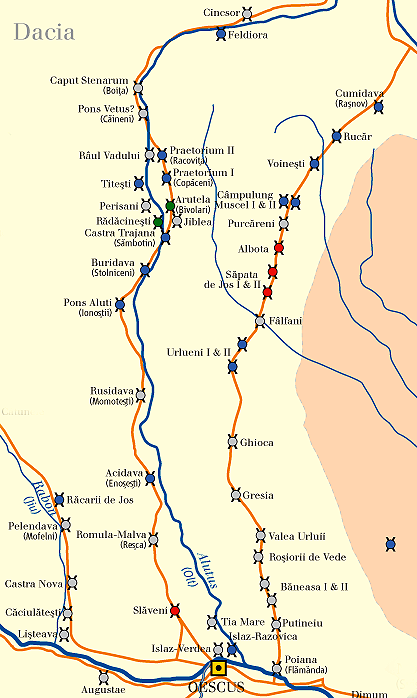
Limes Alutanus (centro) y Transalutanus (derecha).

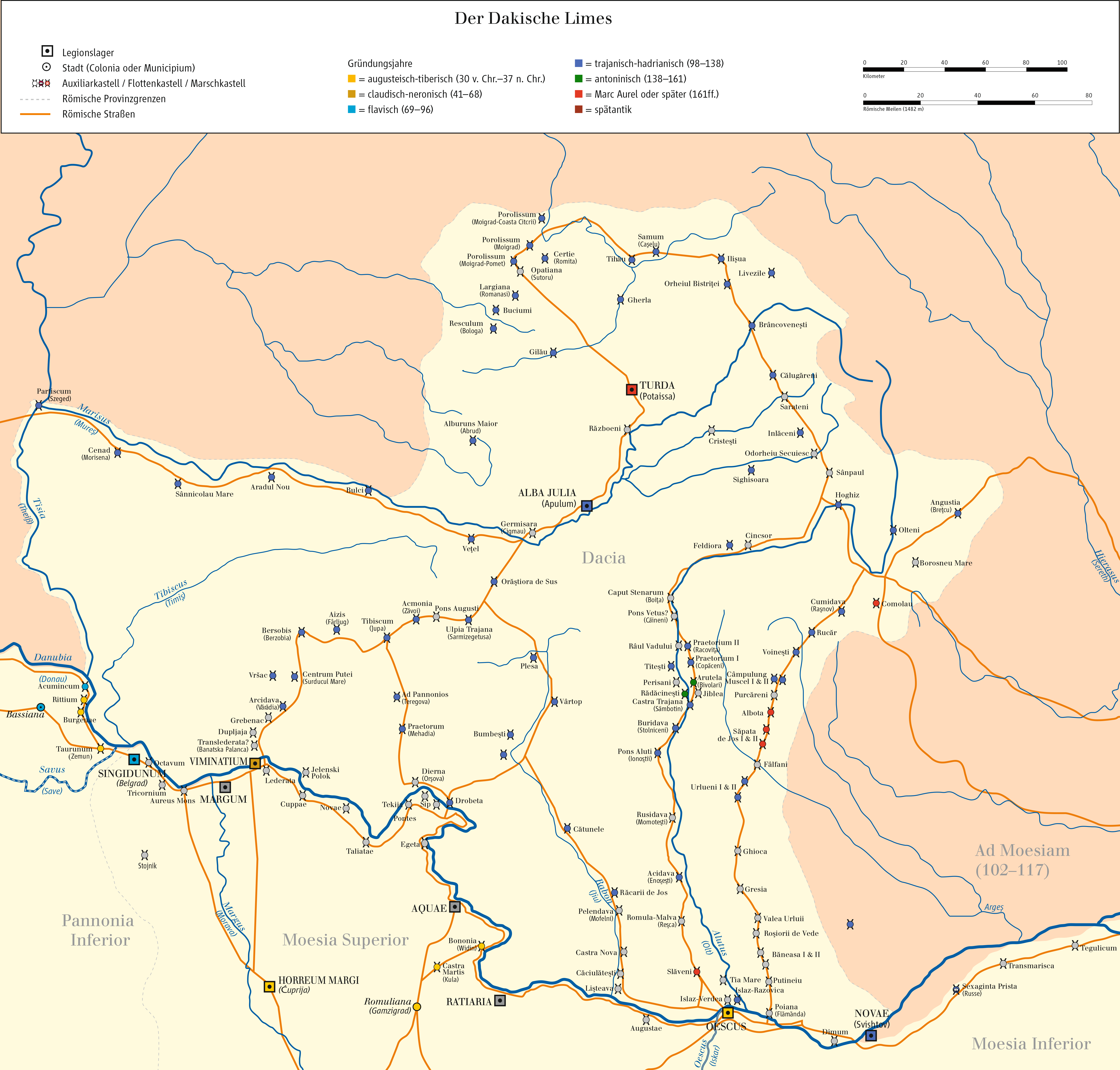
Limes en Dacia.

El Limes Alutanus es el nombre moderno -usado por primera vez en 1900 por Grigore Tocilescu- dado a un sistema defensivo de fortificaciones del Imperio romano, construido en la provincia de Dacia por el emperador Adriano para detener las incursiones e invasiones desde el este.
Fue construido siguiendo el curso del río Olt (latín: Alutus) y estaba compuesto por un vallum en dirección norte-sur en la orilla este del río.
En 249-250, los godos irrumpieron en el limes Alutanus y destruyeron el castrum de Slăveni, que aparentemente no fue habitado desde entonces, ya que las últimas monedas descubiertas allí datan del 258.

## Lista de fuertes
Entre 12 y 16 fuertes están atestiguados por la Tabula Peutingeriana, muchos de los cuales han sido confirmados por la arqueología. De norte a sur:
- Cincșor.
- Feldioara.
- Caput Stenarum (Boița).
- Pons Vetus (Câineni).
- Râul Vadului.
- Praetorium II (Racovița).
- Praetorium I (Copăceni).
- Arutela (punto "Poiana Bivolari" cerca de Călimăneşti).
- Castra Traiana (Sânbotin).
- Buridava (Stolniceni).
- Pons Aluti (Ioneştii Govorei).
- Rusidava (Drăgăşani).
- Acidava (Enoşeşti).
- Romula (Reşca).

En el marco de un programa de la Comisión Rumana de los Limes (Comisiei Naționale Limes -CNL-), en 2016 se inició el registro y la cartografía de este limes con el fin de adecuar la documentación de los limes en Rumanía a las normas europeas, con vistas a su posible inclusión futura en la lista del Patrimonio Mundial de la UNESCO.
La historiadora Margot Klee cree que los siguientes castra tienen relación con este limes
- Slăveni en Gostavatu.
- Tia Mare en Tia Mare.
- Islaz-Racoviță en Islaz, Turnu Măgurele.
- Islaz-Verdea en (Poiana) en Islaz, Turnu Măgurele.